# Elephant (bài hát của Tame Impala)
"Elephant" là một bài hát của ban nhạc psychedelic rock người Úc Tame Impala. Nó được phát hành làm đĩa đơn đầu tiên từ album Lonerism ngày 26 tháng 7 năm 2012. Hát chính Kevin Parker nói về bài hát: 
Elephant thực sự là một trong những bài hát cũ nhất tôi từng có, nó chỉ nằm trong tầng hầm suốt thời gian đó. Tôi không chắc vì sao chúng tôi không thu nó trước đó, nhưng chúng tôi chỉ chơi nó tại một sound check một đêm và mọi người trong ban nhạc như, 'Ta nên cho nó vào album', và thế là chúng tôi làm.— Kevin Parker

 "Elephant" là bài hát có nhiều chất blues của Tame Impala, giống các bài hát trong Tame Impala EP, và bài hát cũng được viết vào khoảng thời gian đó. Vì thế, "Elephant" là "một bất thường trong Lonerism. Không bài nào khác có đoạn riff blues như thế".
Bìa đĩa đơn được thiết kế bởi Leif Podhajsky.

## Giải thưởng
- Xuất hiện ở #7 trên Triple J's Hottest 100 năm 2012.[5]
- Thắng "Bài hát hay nhất" tại EG Music Awards[6]

## Trên TV/Phim
"Elephant" xuất hiện trên một số chương trình TV/Phim, gồm:
- Quảng cáo Blackberry Z10;[7]
- Cuối mùa hai của Girls;[8]
- Phim The Fifth Estate;[9]
- Tập "Handle With Care" mùa 5 phim The Vampire Diaries[10] và trong tập "The Big Uneasy" mùa 1 spin-off, The Originals;[11]
- Tập "Levitate Me" của mùa 4 phim Covert Affairs.[12]

## Bảng xếp hạng
| Bảng xếp hạng (2013)                 | Vị trí cao nhất |
| ------------------------------------ | --------------- |
| Australia (ARIA)                     | 77              |
| UK Singles (Official Charts Company) | 131             |
| Hoa Kỳ Hot Rock Songs (Billboard)    | 36              |
| Hoa Kỳ Alternative Songs (Billboard) | 8               |

| Bảng xếp hạng (2013)             | Vị trí |
| -------------------------------- | ------ |
| US Hot Rock Songs (Billboard)    | 89     |
| US Rock Airplay (Billboard)      | 33     |
| US Alternative Songs (Billboard) | 24     |